# Homaloptera vulgaris
Homaloptera vulgaris är en fiskart som beskrevs av Maurice Kottelat och Chu, 1988. Homaloptera vulgaris ingår i släktet Homaloptera och familjen grönlingsfiskar. IUCN kategoriserar arten globalt som otillräckligt studerad. Inga underarter finns listade i Catalogue of Life.